# Listă de comune din județul Vaslui
Această listă de comune din județul Vaslui cuprinde toate cele 81 comune din județul Vaslui în ordine alfabetică.

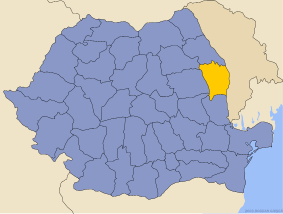
Judeţul Vaslui

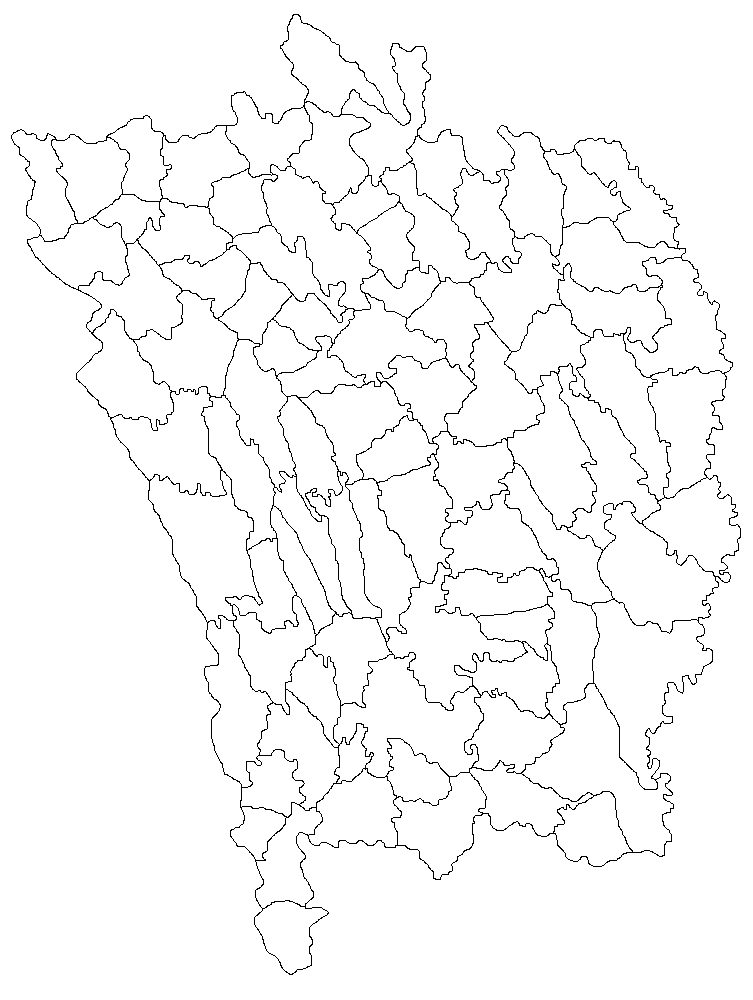
Harta judeţului cu împărţirea administrativ-teritorială pe comune

1. Albești
2. Alexandru Vlahuță
3. Arsura
4. Băcani
5. Băcești
6. Bălteni
7. Banca
8. Berezeni
9. Blăgești
10. Bogdana
11. Bogdănești
12. Bogdănița
13. Boțești
14. Bunești-Averești
15. Ciocani
16. Codăești
17. Coroiești
18. Costești
19. Cozmești
20. Crețești
21. Dănești
22. Deleni
23. Delești
24. Dimitrie Cantemir
25. Dodești
26. Dragomirești
27. Drânceni
28. Duda-Epureni
29. Dumești
30. Epureni
31. Fălciu
32. Ferești
33. Fruntișeni
34. Găgești
35. Gârceni
36. Gherghești
37. Grivița
38. Hoceni
39. Iana
40. Ibănești
41. Ivănești
42. Ivești
43. Laza
44. Lipovăț
45. Lunca Banului
46. Mălușteni
47. Miclești
48. Muntenii de Jos
49. Muntenii de Sus
50. Oltenești
51. Oșești
52. Pădureni
53. Perieni
54. Pochidia
55. Pogana
56. Pogonești
57. Poienești
58. Puiești
59. Pungești
60. Pușcași
61. Rafaila
62. Rebricea
63. Roșiești
64. Solești
65. Stănilești
66. Ștefan cel Mare
67. Șuletea
68. Tăcuta
69. Tanacu
70. Tătărăni
71. Todirești
72. Tutova
73. Văleni
74. Vetrișoaia
75. Viișoara
76. Vinderei
77. Voinești
78. Vulturești
79. Vutcani
80. Zăpodeni
81. Zorleni